# 231 Віндобона
231 Віндобона (231 Vindobona) — астероїд головного поясу, відкритий 10 вересня 1882 року Йоганном Палізою у Відні.